# Mas Fuster (Sant Cugat del Vallès)
Mas Fuster és una obra del municipi de Sant Cugat del Vallès (Vallès Occidental) inclosa en l'Inventari del Patrimoni Arquitectònic de Catalunya. És una masia de planta rectangular. Té una estructura força simple formada per planta baixa i pis. La coberta és a dos vessants. Un balcó amb barana de ferro corregut domina la façana.